# Scott Ainslie
Scott John Ainslie (ur. 27 grudnia 1968 w Edynburgu) – brytyjski polityk, aktor teatralny, telewizyjny i filmowy oraz samorządowiec, poseł do Parlamentu Europejskiego IX kadencji.

## Życiorys
Studiował ekonomię na Edinburgh Napier University, następnie kształcił się w szkole aktorskiej Mountview w Londynie. W drugiej połowie lat 90. zamieszkał na stałe w Streatham. Jako aktor teatralny od 1995 występował regularnie na różnych scenach. Grał również w produkcjach telewizyjnych i filmowych, m.in. w horrorach The Zombie Diaries (2006) i Little Deaths (2011).
Był związany z Partią Pracy, później dołączył do Partii Zielonych Anglii i Walii. W 2014 wybrany do rady gminy London Borough of Lambeth, skutecznie ubiegał się później o reelekcję. W wyborach w 2019, będąc liderem jednej z okręgowych list wyborczych swojej partii, uzyskał mandat posła do Europarlamentu IX kadencji.